# Climat océanique
 (mai 2021).
Si vous disposez d'ouvrages ou d'articles de référence ou si vous connaissez des sites web de qualité traitant du thème abordé ici, merci de compléter l'article en donnant les références utiles à sa vérifiabilité et en les liant à la section « Notes et références ».
Le climat océanique, selon la classification de Köppen Cfb, également connu sous le nom de climat maritime, est un climat tempéré humide qui se caractérise par des hivers doux et humides et des étés plus frais que pour les climats subtropicaux (climat méditerranéen et climat subtropical humide) et avec un temps variable, sachant que le maximum de précipitations se produit durant la saison froide. Il se rencontre sur les façades occidentales des continents, entre des zones à climat méditerranéen en se rapprochant de l'équateur et les zones à climat polaire en se rapprochant des pôles. Le climat océanique est plus doux et bien moins extrême que le climat continental mais moins chaud que le climat méditerranéen. Il correspond au climat typique de l'Ouest de la France et de sa longue façade océanique bordant l'Océan Atlantique, de la Normandie au Pays-Basque.

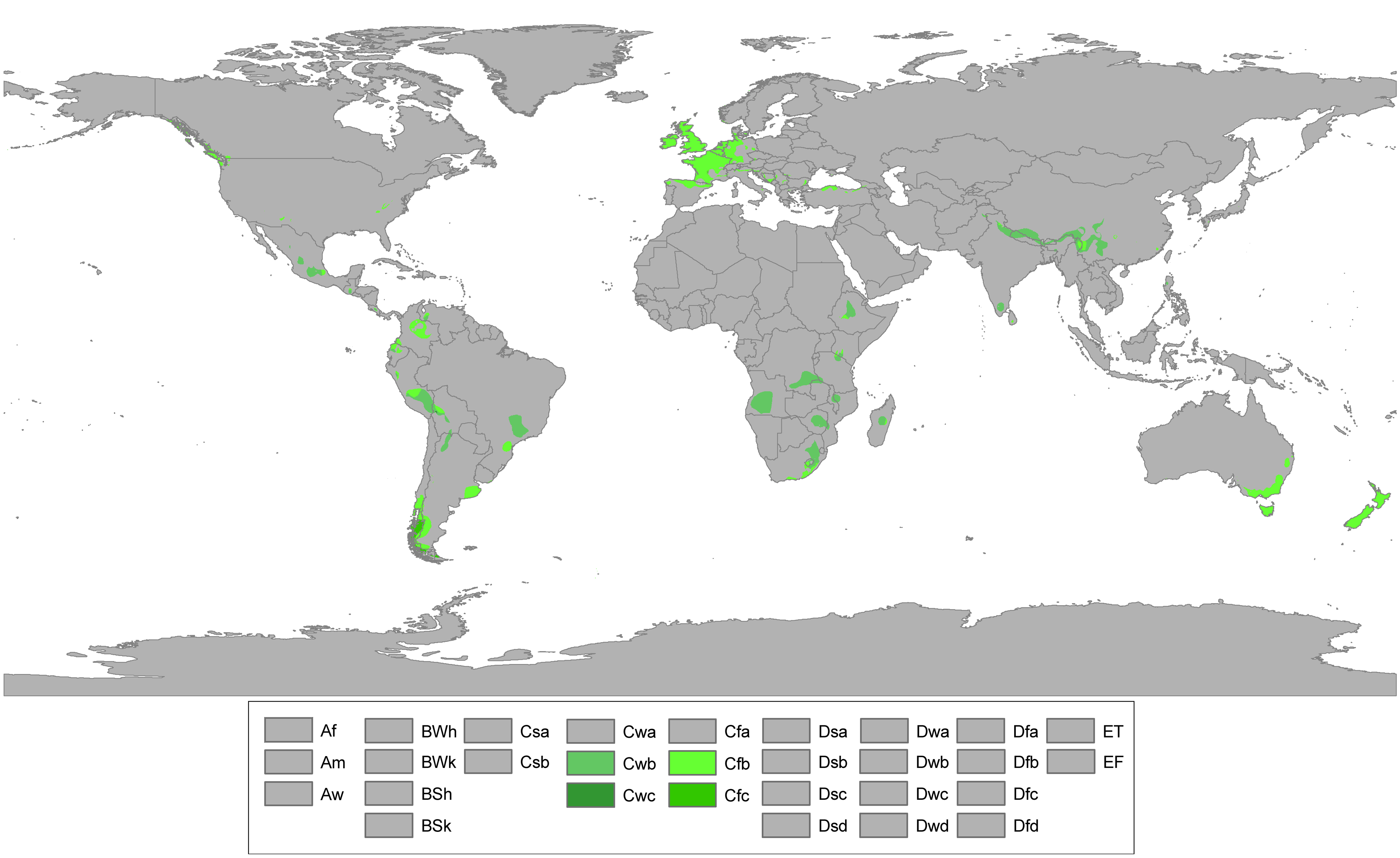
Carte du monde montrant les zones bénéficiant d'un climat océanique, les climats océaniques en pleine zone intertropicale sont des montagnes.
Cfb
Cfc
Cwb
Cwc

Il est par excellence le climat typique de l'Europe occidentale, région du monde caractérisée par sa longue façade maritime sur l'océan Atlantique et sa position sous des latitudes moyennes, ainsi que de quelques autres régions aux caractéristiques similaires.
Une des caractéristiques majeures de ce climat est aussi son évolution progressive dès que l'on s'éloigne des façades maritimes, avec des traits de plus en plus continentaux. Ainsi, si les régions côtières de façade occidentale connaissent un climat océanique franc, l'intérieur des terres est caractérisé par un climat dit océanique dégradé. C'est par exemple le cas de l'Alsace, la Lorraine, la Franche-Comté, la Suisse, l'Allemagne, l'Ouest de l'Autriche, le Liechtenstein et le Luxembourg. Les hivers sont plus froids avec près de 32 jours de neige par an à Strasbourg et à Zurich et les étés sont plus chauds avec un nombre plus important de jours de canicule.

## Températures
La température moyenne annuelle des régions océaniques est comprise entre 8 et 16 °C. Globalement, les hivers sont modérés et doux (moyenne de températures positives, rarement négatives, pas de fortes gelées) et les étés modérés (moyenne comprise entre 12 et 25 °C, vagues de chaleur atténuées par les vents dominants). 
Les températures relativement douces l'hiver des régions au climat océanique s'expliquent par l'influence thermique de l'océan, qui en limite la baisse. 
Dans les zones hyper-océaniques constamment soumises aux conditions météorologiques issues de l'océan (Irlande, Finistère), les écarts thermiques entre la saison froide et la saison chaude sont très réduits (parfois inférieurs à 10 °C). À l'inverse, plus on s'éloigne du littoral (comme dans l'Est de la France ou en Europe centrale), plus cet écart augmente (hivers plus froids, étés plus chauds, le climat « se continentalise »), on parle souvent dans ce cas de « climat océanique dégradé ».

## Précipitations
Le climat océanique est soumis aux vents dominants d’ouest de l’océan Atlantique. 
Les précipitations paraissent beaucoup plus abondantes qu'elles ne le sont : leur total annuel ne dépasse guère le mètre, mais elles se répartissent sur toute l'année et tombent souvent sous forme de bruine ou encore en brouillard dense, avec un maximum en saison froide lié au passage des dépressions qui se déplacent en bordure du front polaire. 
Un des traits majeurs des régions océaniques est une certaine indifférence à l'égard de la latitude ; les bandes climatiques semblent disposées au nord et au sud. Ainsi du Portugal à la Norvège le faible écart des moyennes thermiques se maintient tout au long de la façade atlantique. Ce climat devient « océanique dégradé » au contraire dès que l'on pénètre dans les continents ; les pluies diminuent, les écarts thermiques augmentent, les hivers deviennent plus froids et les étés plus chauds : ces régions de climat semi-continental forment la transition avec les climats où l'emportent les caractères continentaux.

## Localisation
Sont ainsi principalement concernées par ce climat les régions suivantes :
- l'Europe occidentale : le long de la façade atlantique du nord du Portugal à la Norvège. En pénétrant à l'intérieur des terres, le climat prend de plus en plus des traits continentaux, la limite avec ce dernier climat varie selon les définitions, généralement située au niveau de la Pologne ;
- la façade pacifique de l'Amérique du Nord, de l'Oregon à l'Alaska ;
- le nord de la Turquie ;
- le sud du Chili et de l'Argentine ;
- l'île de Tasmanie ainsi qu'une grande partie de la Nouvelle-Zélande ;
- la cote occidentale du nord du Maroc .

| Mois                     | jan. | fév. | mars | avril | mai  | juin | jui. | août | sep. | oct.  | nov. | déc. | année |
| ------------------------ | ---- | ---- | ---- | ----- | ---- | ---- | ---- | ---- | ---- | ----- | ---- | ---- | ----- |
| Température moyenne (°C) | 6,2  | 6,2  | 8,7  | 8     | 10,8 | 17,1 | 19,1 | 18,8 | 16,8 | 13,1  | 9,3  | 6,6  | 12,2  |
| Précipitations (mm)      | 93,2 | 67,8 | 70,9 | 56,1  | 64,1 | 48,5 | 49,7 | 43,9 | 57,4 | 102,9 | 82,4 | 97,4 | 837,5 |

| Mois                     | jan. | fév. | mars | avril | mai | juin | jui. | août | sep. | oct. | nov. | déc. | année |
| ------------------------ | ---- | ---- | ---- | ----- | --- | ---- | ---- | ---- | ---- | ---- | ---- | ---- | ----- |
| Température moyenne (°C) | 5    | 5    | 6    | 8     | 11  | 14   | 15   | 15   | 13   | 10   | 7    | 6    | 9,5   |
| Précipitations (mm)      | 68   | 51   | 50   | 47    | 58  | 53   | 59   | 75   | 73   | 68   | 69   | 79   | 750   |

| Mois                     | jan. | fév. | mars | avril | mai | juin | jui. | août | sep. | oct. | nov. | déc. | année |
| ------------------------ | ---- | ---- | ---- | ----- | --- | ---- | ---- | ---- | ---- | ---- | ---- | ---- | ----- |
| Température moyenne (°C) | −1   | 1    | 4    | 8     | 13  | 17   | 18   | 17   | 14   | 8    | 4    | 1    | 8,7   |
| Précipitations (mm)      | 30   | 30   | 40   | 40    | 60  | 70   | 80   | 70   | 50   | 40   | 40   | 40   | 590   |

Dublin est un exemple de climat hyper-océanique, puisque l'écart entre l'hiver et l'été est modéré, tant du point de vue thermique que du point de vue des précipitations. Berlin à l'inverse connaît un climat océanique dégradé, marqué par un écart thermique croissant entre l'hiver et l'été, avec de possibles vagues de froid et canicules importantes. La répartition des précipitations, tombant majoritairement durant la saison chaude, indique un glissement progressif vers un climat continental.
| mois                   | J   | F   | M   | A   | M    | J    | Jt   | A    | S    | O    | N   | D   |
| ---------------------- | --- | --- | --- | --- | ---- | ---- | ---- | ---- | ---- | ---- | --- | --- |
| Températures (en °C)   | 3,4 | 5,7 | 6,7 | 9,3 | 12,7 | 15,4 | 18,1 | 17,7 | 15,3 | 11,2 | 7   | 4,7 |
| Précipitations (en mm) | 114 | 106 | 92  | 62  | 43   | 39   | 18   | 27   | 51   | 99   | 149 | 151 |

Le climat de l'État de Washington est qualifié d'« océanique doux » ou encore de « climat breton » ; il se rapproche de celui de l'Irlande ou de l'ouest de l'Écosse, avec des étés plus secs que dans ces régions. Située sur le littoral nord-ouest des États-Unis, l'agglomération de Seattle se trouve à la même latitude que Nantes en France. Mais grâce aux courants marins et à l'influence du Pacifique, les hivers sont relativement doux (il ne gèle pas sur la côte) et arrosés.

### Subpolaire Océanique
| Mois                     | jan.  | fév.  | mars | avril | mai   | juin  | jui.  | août  | sep.  | oct.  | nov. | déc.  | année   |
| ------------------------ | ----- | ----- | ---- | ----- | ----- | ----- | ----- | ----- | ----- | ----- | ---- | ----- | ------- |
| Température moyenne (°C) | 1,3   | 1,5   | 2,2  | 5     | 8,4   | 11,2  | 13,1  | 13,1  | 10,7  | 7     | 3,6  | 1,9   | 6,3     |
| Précipitations (mm)      | 733,8 | 494,8 | 462  | 370,6 | 304,5 | 208,5 | 223,3 | 422,1 | 648,2 | 786,4 | 746  | 789,2 | 6 189,4 |

| Mois                     | jan. | fév. | mars | avril | mai | juin | jui. | août | sep. | oct. | nov. | déc. | année |
| ------------------------ | ---- | ---- | ---- | ----- | --- | ---- | ---- | ---- | ---- | ---- | ---- | ---- | ----- |
| Température moyenne (°C) | 3,4  | 3,6  | 3,8  | 5     | 7   | 9,1  | 10,3 | 10,5 | 9,1  | 7,4  | 4,6  | 3,7  | 6,5   |
| Précipitations (mm)      | 133  | 95   | 132  | 88    | 70  | 61   | 70   | 83   | 128  | 155  | 127  | 142  | 1 284 |

| Mois                     | jan. | fév. | mars | avril | mai  | juin | jui. | août | sep. | oct. | nov. | déc. | année |
| ------------------------ | ---- | ---- | ---- | ----- | ---- | ---- | ---- | ---- | ---- | ---- | ---- | ---- | ----- |
| Température moyenne (°C) | 10,5 | 10,1 | 8,2  | 6     | 3,4  | 1,5  | 1,1  | 2    | 4    | 6,4  | 8,2  | 9,7  | 5,8   |
| Précipitations (mm)      | 38,9 | 27,8 | 29,6 | 36    | 41,6 | 28,2 | 30,2 | 30,2 | 24,2 | 28,7 | 31,7 | 28,6 | 375,7 |

## Principales formations végétales
Les formations végétales dépendent du climat mais également d'un grand nombre d'autres facteurs qui conditionnent le biotope. C'est pourquoi il est difficile de dresser une typologie générale de la flore en climat océanique. On peut toutefois dégager plusieurs caractéristiques communes :
- le climat océanique est favorable à la croissance végétale ;
- sur les premiers mètres du littoral, on trouve généralement un paysage de lande (bruyères, genêts, herbes) ;
- plus à l'intérieur et dans les zones protégées des vents d'ouest, la forêt est la végétation naturelle du domaine océanique : hêtres, chênes en Europe de l'Ouest ;
- forêts tempérées caducifoliées et mixtes, forêts atlantiques mixtes (Europe), forêts tempérées conifériennes, forêt tempérée sempervirente.

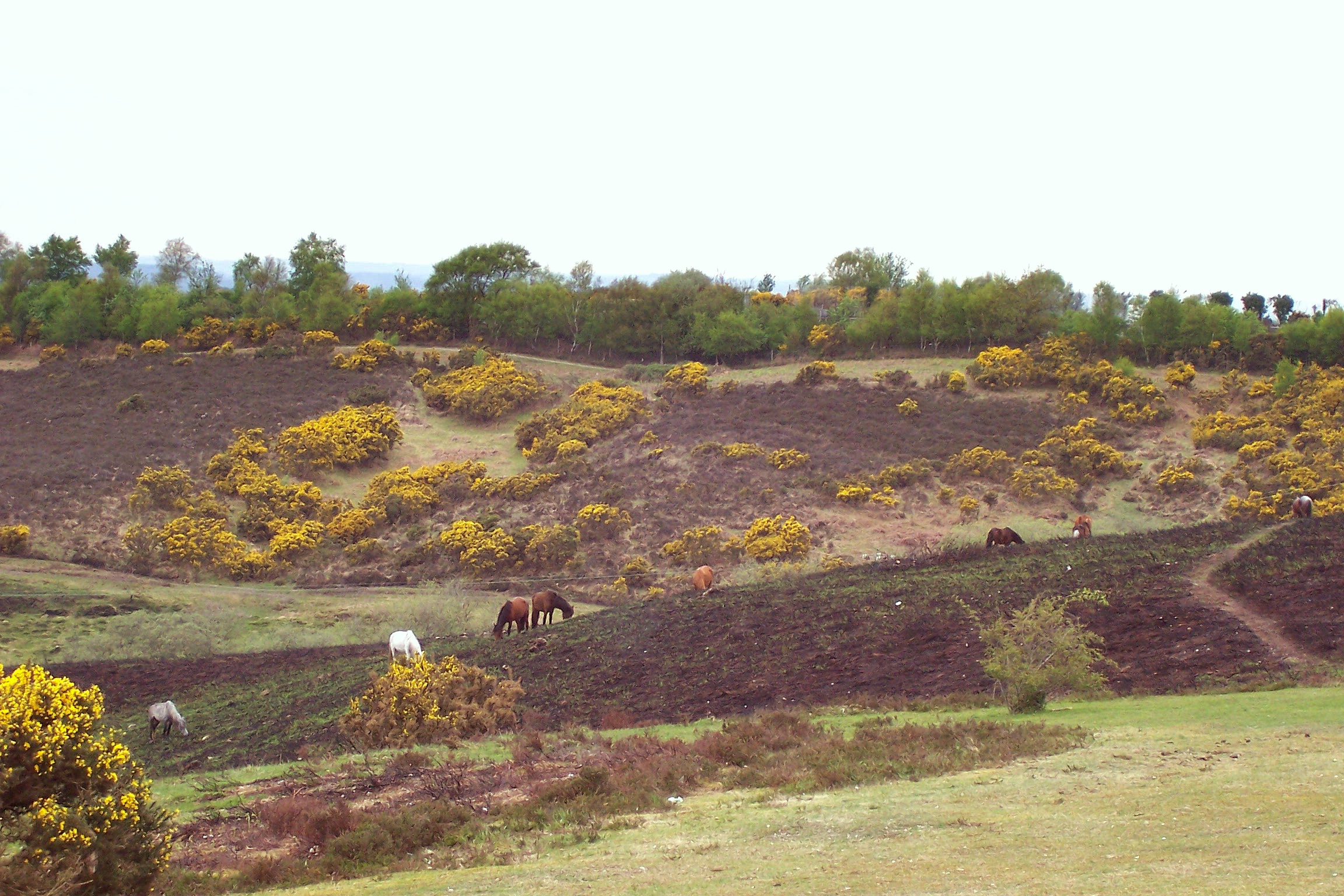
Une lande à New Forest, en Angleterre.
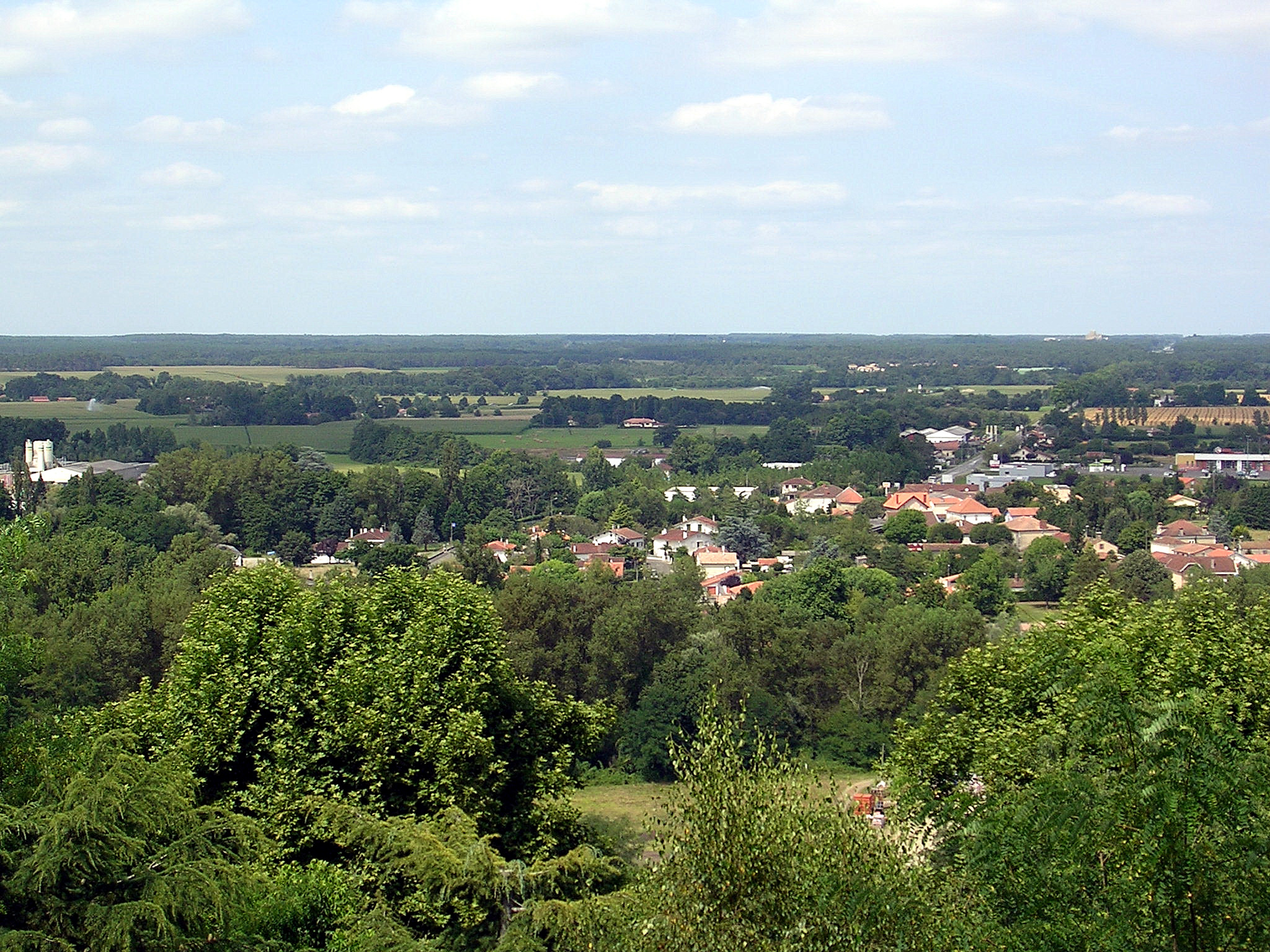
Petites-Landes à Saint-Sever, dans le sud-ouest de la France.
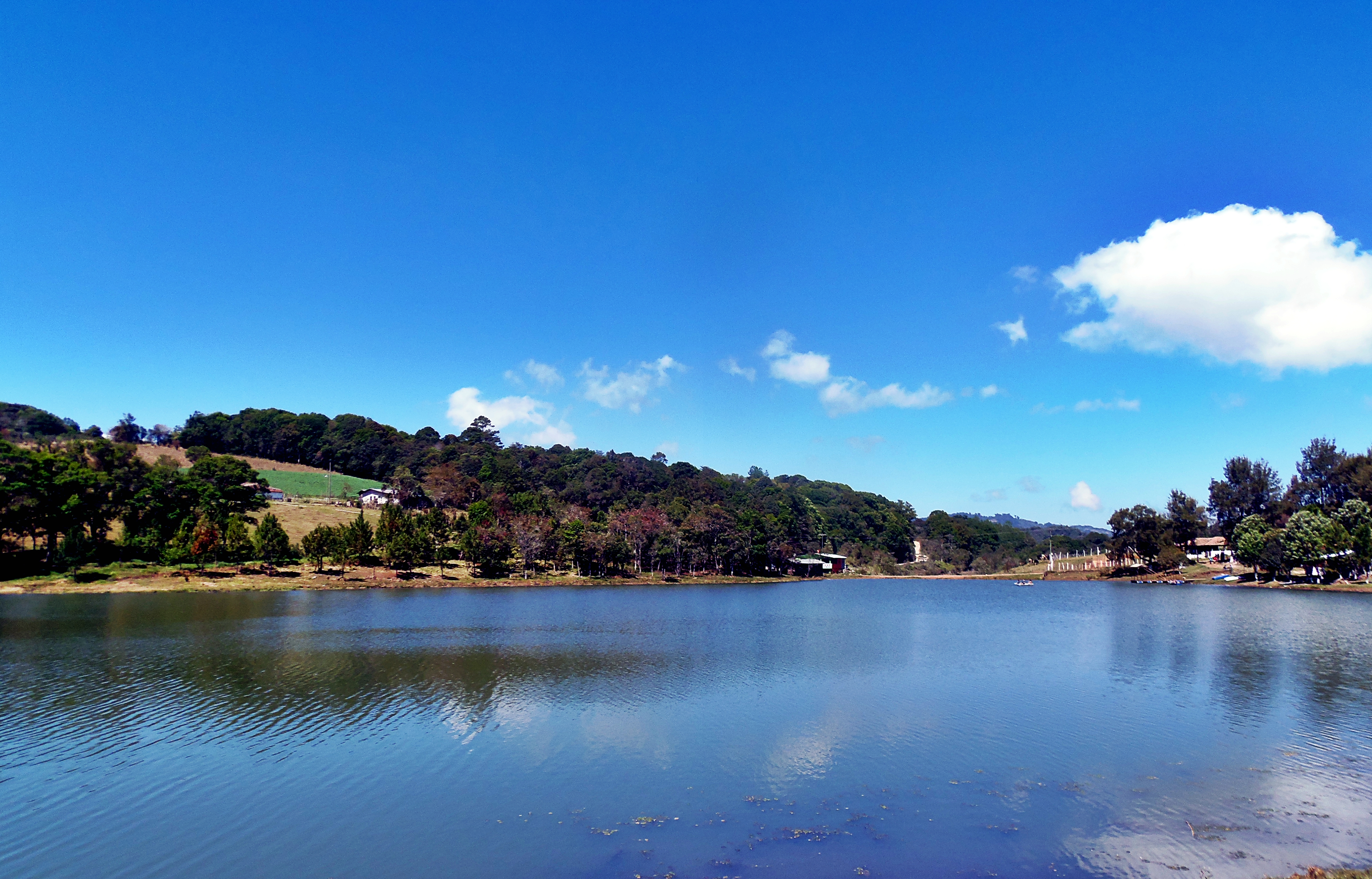
Paysage de La Esperanza, du Honduras.
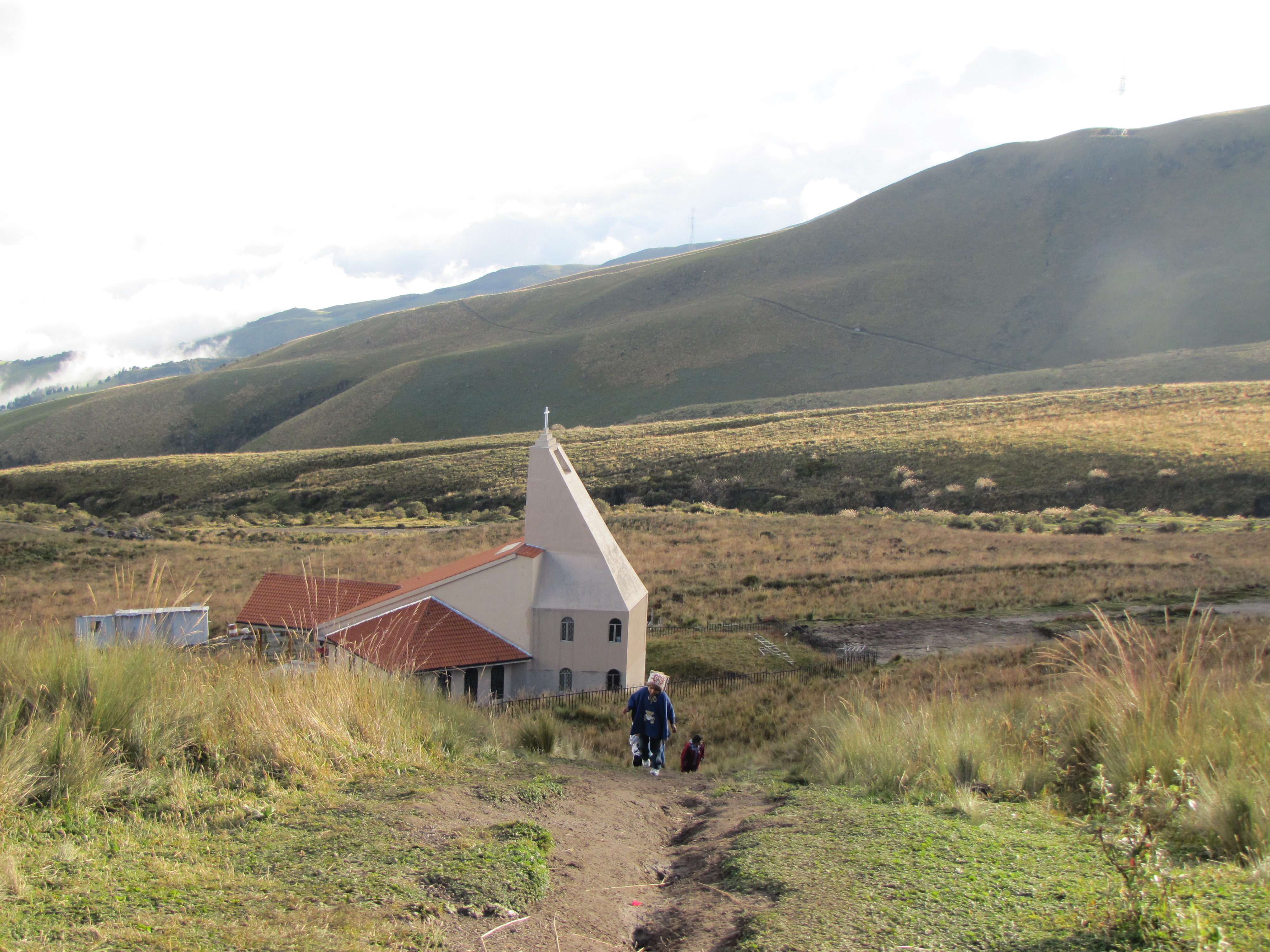
Paysage de Quito, du Ecuador
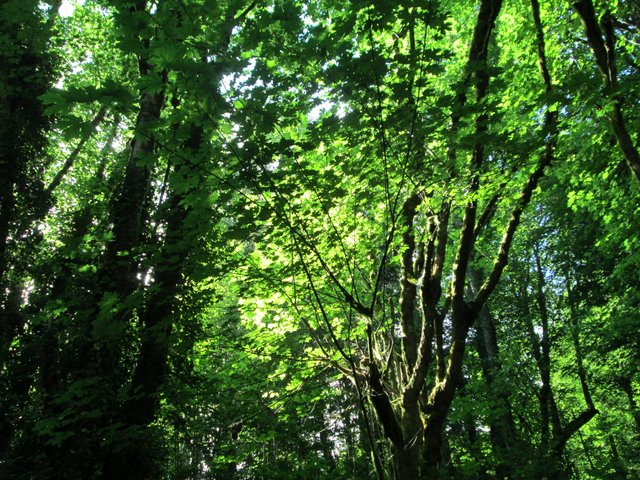
Forêt de feuillus dans l'État de Washington (nord-ouest des États-Unis).
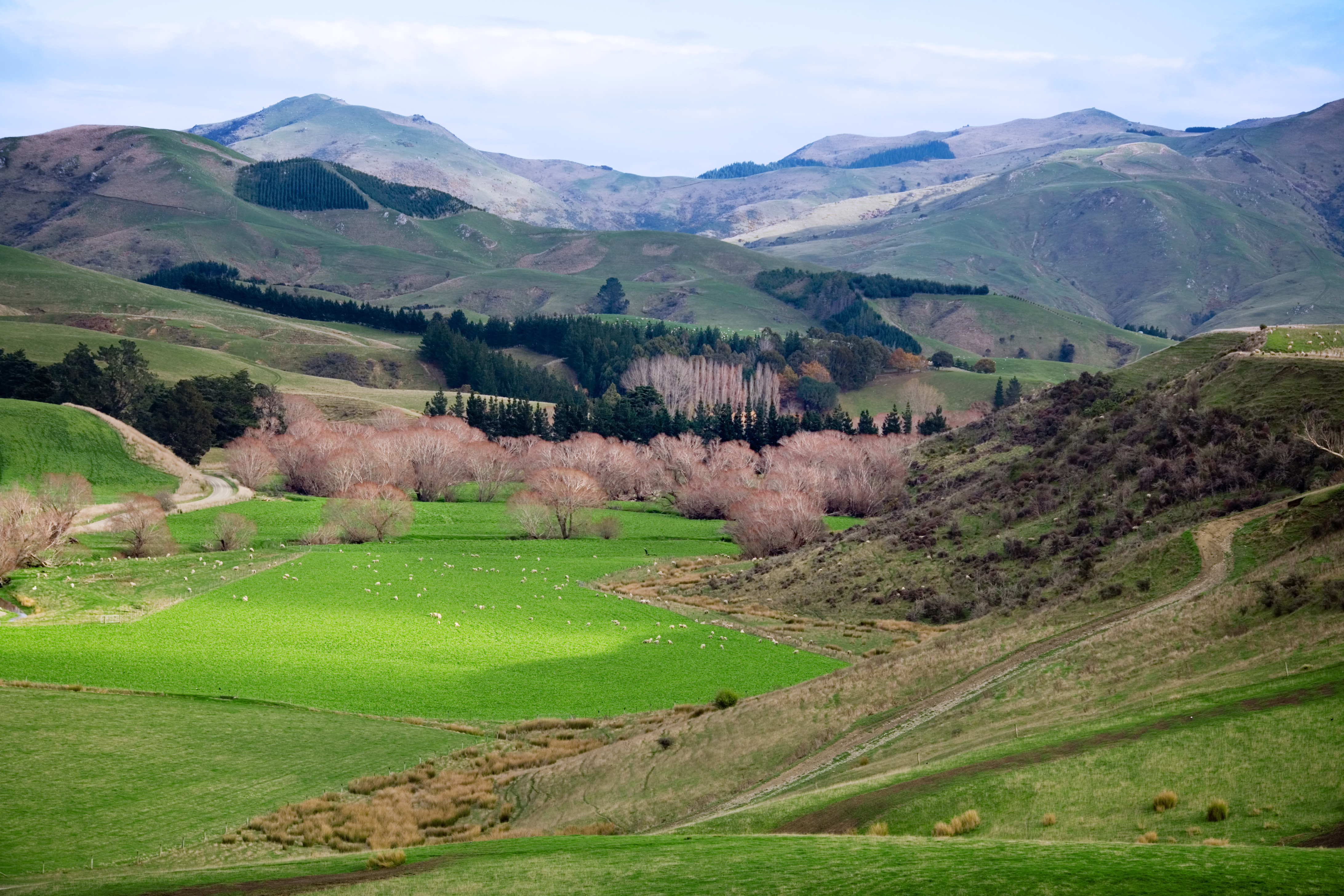
Paysage de Nouvelle-Zélande.

## Atouts, contraintes et risques pour les êtres humains

### Atouts du climat océanique
Le climat océanique est favorable à l'installation et aux activités humaines. Les températures relativement clémentes en hiver permettent de réduire le coût de l’énergie (chauffage). Par conséquent, les densités humaines sont moyennes ou fortes dans les régions de climat océanique, ce qui donne des paysages fortement anthropisés. Les êtres humains ont peuplé et aménagé ces régions depuis la Préhistoire. En Europe, la civilisation celtique a mis en valeur une grande partie du domaine océanique. Sur la côte nord-ouest des États-Unis (Washington (État), Oregon, Californie du Nord), les sociétés amérindiennes ont tiré parti des ressources qu'offrait le milieu océanique : ils exploitaient par exemple le bois pour fabriquer totems, barques et maisons. 
Les activités agricoles sont en général développées dans les régions de climat océanique. La sécheresse étant très rare et le gel quasi absent, la polyculture et l'élevage occupent de larges espaces, en fonction de la nature du sol. En dehors des périodes de sécheresse et de culture bien spécifiques, l'irrigation n'est pas indispensable. La rareté du gel permet aux humains de faire pousser des palmiers jusqu'à des latitudes relativement hautes : le village de Vauville dans la Manche s'enorgueillit d'avoir la palmeraie la plus septentrionale de l'Europe.

### Contraintes et risques
Les contraintes du climat peuvent affecter le tourisme, à cause du temps très changeant caractéristique de ce climat : la meilleure saison semble être l'été, même si les températures peuvent être fraîches et les jours de pluie plus nombreux que dans les régions méditerranéennes par exemple. Les risques liés au climat océanique sont relativement faibles : le plus important demeure les tempêtes océaniques. Celle de 1999 provoqua des dégâts considérables en Europe de l'Ouest.